# Wyrd (Band)
Wyrd ist eine finnische Pagan-Metal-Band aus Hyvinkää.

## Geschichte
Gegründet wurde die Band im Jahr 1997 von „Narqath“. Die erste Demoveröffentlichung Unchained Heathen Wrath erfolgte im Januar 2000, die noch Aufnahmen aus der Gründungszeit beinhaltet.
Das Debütalbum Heathen erschien am 1. September 2001 bei dem deutschen Musiklabel Millenium Metal Music, einem Sublabel von Solistitium Records.

## Stil
Wyrd spielten hauptsächlich klassischen Pagan Metal nach der Spielart der zweiten Welle des Black Metals. Ab dem Album Kalivägi kamen jedoch starke Doom-Metal-Einflüsse hinzu. Parallelen wurden zu früheren Werken von Katatonia gezogen. Ferner wurden mit Entombed und Bolt Thrower auch Vergleiche zum Death Metal gezogen.

## Diskografie
- 2000: Unchained Heathen Wrath (Demo, CD, Dragonthrone Productions; MC, Chanteloup Creations)
- 2000: Songs of the Northern Gale (Demo, MC, Chanteloup Creations)
- 2001: Of Revenge and Bloodstained Swords (Demo, MC, Chanteloup Creations)
- 2001: Heathen (Album, CD, Millenium Metal Music / Solistitium Records; 12”-Vinyl, Kreation Records)
- 2002: Huldrafolk (Album, CD, Millenium Metal Music / Solistitium Records; MC, Winterreich Productions; 2x12”-Vinyl, Kreation Records)
- 2003: Wrath & Revenge (Kompilation, CD, Desolate Landscapes)
- 2003: Vargtimmen Pt. 1: The Inmost Night (Album, CD, Solistitium Records)
- 2004: Vargtimmen Pt. 2: Ominous Insomnia (Album, CD, Solistitium Records)
- 2005: Rota (Album, CD, Omvina; MC, Winterreich Productions)
- 2006: The Ghost Album (Album, CD, Omvina; MC, Winterreich Productions; 12”-Vinyl, Kreation Records)
- 2006: Tuonela (EP, CD, 7”-Vinyl, Sabbath's Fire Records)
- 2007: Wyrd / Häive / Kehrä (Split-EP mit Häive und Kehrä, CD, Northern Silence Productions)
- 2007: Kammen (Album, CD, Avantgarde Music)
- 2009: Kalivägi (Album, CD, Naga Productions)
- 2016: Death of the Sun (Album, CD, Moribund Records)
- 2016: Wyrd / Kalmankantaja (Split-Album mit Kalmankantaja, CD, War Against Yourself Records)
- 2017: Gloomy Fog Evocations (Split-Single mit Abhor, 7”-Vinyl, Purity Through Fire)
- 2019: Hex (Album, CD, White Wolf Productions)
- 2021: Vandraren (Album, CD, Wolfspell Records)